# Limentinus bracchius
Limentinus bracchius är en insektsart som beskrevs av Nielson 1991. Limentinus bracchius ingår i släktet Limentinus och familjen dvärgstritar. Inga underarter finns listade i Catalogue of Life.